# Игра королевы
«Игра королевы» (англ. Firebrand) — художественный фильм режиссёра Карима Аинуза. Главные роли исполнили Алисия Викандер и Джуд Лоу.
Мировая премьера состоялась 21 мая 2023 года на Каннском кинофестивале.

## Сюжет
Фильм начинается со слов "История помнит лишь мужчин".
В центре сюжета — Екатерина Парр, шестая и последняя жена английского короля Генриха VIII.

## В ролях
- Алисия Викандер — Екатерина Парр
- Джуд Лоу — Генрих VIII
- Сэм Райли — Томас Сеймур
- Эдди Марсан — Эдвард Сеймур
- Саймон Рассел Бил — Стивен Гардинер
- Эрин Доэрти — Анна Аскью
- Руби Бенталл — Кэт
- Бриони Ханна — Эллен
- Джуния Рис — принцесса Елизавета
- Пэтси Ферран — принцесса Мэри

## Производство
О начале работы над фильмом стало известно в 2021 году. Режиссёром был назначен Карим Аинуз, а главные роли должны были исполнить Мишель Уильямс и Джуд Лоу. В марте 2022 года на смену Уильямс была приглашена Алисия Викандер. В мае к актёрскому составу присоединились Сэм Райли, Эдди Марсан, Саймон Рассел Бил и Эрин Доэрти.
Съёмки начались в апреле 2022 года в поместье Хэддон Холл в Бейквелле, графство Дербишир, и продлились до июня.
Мировая премьера состоялась 21 мая 2023 года на Каннском кинофестивале, картина участвует в основной программе.

## Восприятие
Питер Брэдшоу в своей рецензии пишет в Guardian, что Карим Аинуз интересно передаёт совершенно дисфункциональную и дионисийскую странность двора Генриха, которому он всё ещё надеется навязать свою волю с помощью музыки, танцев и собственного нездорового юмора. Король, конечно, знает, что все его браки были политическими союзами с потенциальными или реальными врагами, поэтому его супружеские отношения с самого начала отравлены паранойей. Фильм получает заряд напряжения каждый раз, когда Джуд Лоу появляется во всей своей красе: рычащий, ухмыляющийся, морщащийся, тоскующий и жаждущий быть любимым. Однако Аинуз не дал интересно исполнить свою роль Алисии Викандер и позволил ей быть отодвинутой на задний план. Фильм не знает, что делать со своей настоящей героиней, и довольствуется тем, что оставляет её в лапах злодея Генриха.